# دانديني مونوز موسكيرا
دانديني مونوز موسكيرا (بالإسبانية: Dandeny Muñoz Mosquera) (ولد في 25 أغسطس 1965)، المعروف أيضا باسم «لا كويكا» (تعني بالعامية الكولومبية «الفتاة السمينة»)، وهو من المفترض أن يكون القاتل الرئيسي لجماعة كارتل ميديلين في كولومبيا. وكان مسؤولا عن مقتل عدد غير معروف من الناس (تشير التقديرات بالمئات)، ويعتقد أنه قتل أعضاء من كل من كارتل ميديلين ومنافستها كارتيل كالي، فضلا عن عدد من ضباط الشرطة والمسؤولين الحكوميين. ومن بين جرائمه تفجير الطائرة في أفيانكا الرحلة 203 عام 1989، التي أدت إلى مقتل 110 مدنيين. وصف بأنه «آل كابوني لدائرة قتلة المخدرات».